# Loriani
Loriani est un hameau de la commune de Cambia, en Haute-Corse, commune elle-même constituée de plusieurs hameaux : Cambia, Corsoli/Corsuli, Loriani et San Quilico/San Chilicu

## Géographie
Loriani est situé dans la pieve de Vallerustie, dans la région de la Castagniccia au pied du San Petrone à environ quarante kilomètres de Corte/Corti. 
Pour s'y rendre, prendre la RN 193 puis la route de San-Lorenzo/Sa Lurenzu (deux kilomètres avant Francardu), prendre à gauche au niveau du pont de Lanu.

## Personnages liés
Loriani est le village de Pace Maria Falconetti, héros de la résistance contre l'invasion française en 1768. Il se battit auprès de Pascal Paoli à Ponte-Novo, s'enfuit en Italie après la défaite du 9 mai 1769 puis revint pour essayer de soulever les Niolins contre la France. Fait prisonnier, il fut interné au bagne de Toulon où il mourut au milieu des rats et de la vermine.
Il y eut d'autres patriotes originaires de Loriani qui se battirent auprès du Babbu : tout d'abord son frère Jean Benoit et les frères Bernardini qui furent suppliciés à la roue, et Vincensini Don Gio qui mourut à 20 ans lors de la bataille de Ponte-Novo
- Paul Vincensini. Le poète et professeur de français Paul Vincensini a vécu à Loriani. Une partie de ses cendres sont déposées dans le cimetière familial.
- Paul Vincensini. Le lycée technique de Bastia à Montesoro porte le nom de Paul Vincensini, professeur de mathématiques originaire de Loriani.

## Lieux et évènements touristiques
- L'église Santa-Catalina de Loriani

Edifice religieux du XVIe siècle, en pierre, schiste et moellon. Dans la petite niche au-dessus du porche, la statuette de Sainte-Catherine la sainte patronne.